# Pepsi & Shirlie
Pepsi & Shirlie – były brytyjski duet pop, który wydał dwa albumy All Right Now w 1987 roku oraz Change w 1991 roku.

## Kariera
Skład zespołu tworzyły Helen „Pepsi” DeMacque (ur. 10 grudnia 1958 r., Paddington, Londyn) i Shirley „Shirlie” Holliman (ur. 18 kwietnia 1962 r., Watford, Hertfordshire), które wcześniej były głównymi wokalistkami wspierającymi w Wham!, występowały też w teledyskach grupy. Początkowo partnerką Holliman w Wham! była Dee C. Lee (ur. 6 lipca 1961 r., Balham, Londyn), ale dość wcześniej opuściła grupę, aby dołączyć do The Style Council, a później też poślubić jego wokalistę Paula Wellera.
W 1987 roku ukazał się ich debiutancki singiel Heartache, który został wyprodukowany przez Phila Fearon i Tambi Fernando i dotarł do # 2 na UK Singles Chart. Następny singiel Goodbye Stranger, wyprodukowany przez Fernando i Pete Hammonda, dotarł do # 9 pozycji tejże listy. Kolejne single i debiutancki album All Right Now, zostały wydane jeszcze w tym samym roku.
W 1991 roku, duet powrócił z albumem Change i singlem Someday, zostały one wyprodukowane przez Georgea Michaela. Jednakże album jak i singel przeszły bez echa, na listach przebojów w Wielkiej Brytanii. Po tym grupa zawiesiła działalność.
Ostatecznie Holliman w 1988 r. została żoną Martina Kempa (były członek grupy Spandau Ballet i aktor). Natomiast DeMacque zamieszkała w Wellington w Nowej Zelandii i przez kilka lat pracowała w sklepie z pamiątkami na Lambton Quay. Koncertowała również na Then and Now Tour w 1999 roku dla Mikea Oldfielda. Obecnie mieszka w Norwich w Anglii wraz z mężem. 
Pepsi & Shirlie jeszcze raz powrócił w 2000 r., by nagrać wokale dla Geri Halliwell na jej singlu Bag It Up.

## Dyskografia

### Albumy
- 1987 – All Right Now ( # 69,  # 133)
- 1991 – Change[1]

### Single
- 1987 – Heartache ( UK Singles Chart # 2 (2 tygodnie),  # 2 (2 tygodnie),  # 2,  US Dance Chart # 2,  # 6 (3 tygodnie),  # 17,  # 31,  # 78,  # 49)
- 1987 – Goodbye Stranger ( # 9)
- 1987 – Can't Give Me Love ( # 58)
- 1987 – All Right Now ( # 50,  # 66)
- 1988 – Hightime
- 1991 – Someday[1]